# Луцій Арадій Валерій Прокул
Луцій Арадій Валерій Прокул (*Lucius Aradius Valerius Proculus, д/н — після 352) — державний діяч часів Римської імперії.

## Життєпис
Походив з знатного роду Валеріїв Прокулів. Син Валерія Прокула, консула 325 року, та Арадії. Всиновлено дідом Квінтом Арадієм Руфіном, консулом 311 року. Втім висувається версія, що він був сином останнього від доньки Валерія Прокула. Впливове становище родини сприяло його кар'єрі. Спочатку отримав перший сенаторський титул vir clarissimus. Потім увійшов до колегій авгурів та понтифіків. Швидко стає старшим понтифіком, а незабаром понтифіком Флавіїв.
Першою цивільною посадою стало членство в колегії квіндецемвірів. Потім обирається претором. Після чого призначається легатом-пропретором до провінції Нумідія. Виконував обов'язки розпорядника податків (peraeqvator census provinciae) в провінції Галлеція (Пірнейській півострів). Наступною була посада презида провінції Бізацена (на ній змінив свого старшого брата Квінта). Керував провінцією Європи і Фракії на посаді консуляра.
У 325—328 роках був консуляром провінції Сицилія. У 328—333 роках обіймав посади проконсула Африки та префеста преторія діоцеза Африка. У 337 році імператором Констаном призначається міським префектом Риму і комітом Палатина. Був до 338 року. У 340 році призначається консулом (разом з Септимієм Ациндіном). Згідно з одним із написів, він був отримав право на встановлення статуї.
У 351 році підтримав Магненція, за що він призначив Прокула міським префектом Риму. Перебував на посаді до 352 року. Подальша доля невідома.

## Родина
- Арадій Руфін, міський префект Риму 376 року
- Прокул, проконсул провінції Африка